# Punta La Marmora
Punta La Marmora (in sardo Perdas Crapìas) con i suoi 1.834 metri è la vetta più elevata della Sardegna. Si trova nel Massiccio del Gennargentu, nel territorio amministrativo del comune di Arzana.

## Descrizione

### Origine e significato del nome
Il toponimo della montagna, nella lingua sarda, è Perda Crapìas o Perdas Crapìas che significa Pietre Spaccate, Fessurate, per via della natura scistosa delle sue rocce che tendono a frantumarsi. Sulle cartine, la vetta porta il nome del generale e scienziato Alberto Ferrero della Marmora, che descrisse l'Isola in due opere scientifico-letterarie; Voyage en Sardaigne, del 1826 e Itinéraire de l'île de Sardaigne, del 1860.

### Territorio
Le rocce che formano la montagna, prevalentemente scisti, sono di natura metamorfica e risalgono al Paleozoico, epoca in cui ebbe inizio l'orogenesi ercinica.
La cima si presenta arrotondata e spoglia, ma le pendici sono parzialmente ricoperte da una vegetazione erbacea ed arbustiva particolare e condizionata, in maniera molto marcata, dalle caratteristiche climatiche sfavorevoli. Sul versante occidentale, nella località di Su Sùssiu o S'Issùssiu che nel dialetto locale significa frana o colata di massi, vegeta un piccolo bosco di tassi millenari (Taxus baccata).
Nelle giornate terse dalla cima si può ammirare un panorama che spazia su una gran parte della Sardegna. Si possono individuare sia le montagne della Corsica meridionale sia le colline di Cagliari, nonché i mari che circondano l'isola.

### Clima
Durante la stagione invernale si verificano frequenti precipitazioni nevose, si superano sempre i due metri di neve in media (in alcuni punti si hanno nevai di svariati metri). I mesi di gennaio e febbraio sono quelli in cui si verificano le nevicate più copiose; la persistenza del manto nevoso è sempre notevole. Le nevicate invernali e primaverili talvolta creano dei nevai che resistono fino a giugno inoltrato. Di particolare forza sono i venti che sferzano la cima, con raffiche superiori ai 100 km/h.

### Flora e fauna
La particolarità del clima ha consentito la sopravvivenza di una flora tipica montana. La specie più comune è il ginepro nano (Juniperus nana), spesso associato alla peverina di Gibilterra (Gerastium gibraltaricum), al timo erba-barona (Thymus herba-barona), alla viola sardo-corsa (Viola corsica) ed all'avena altissima (Arrhenatherum elatius). Nelle zone ventose sono presenti anche l'astragalo del Gennargentu (Astragalus genargenteus), la fienarola compressa (Poa compressa), la gramigna di Sardegna (Trisetum gracile), la festuca di Moris (Festuca morisiana) ed il paléo comune (Brachypodium pinnatum). Tra le rocce vegetano specie come la sassifraga sardo-corsa (Saxifraga cervicornis), la costolina appenninica (Robertia taraxacoides), la fienarola di Balbis (Poa balbisii), il garofano sicuro, l'arenaria balearica (Arenaria balearica), lo sparviere, l'asplenio settentrionale (Asplenium septentrionale) e la cinquefoglia di Sardegna (Potentilla crassinervia).
La fauna è rappresentata dall'aquila reale (Aquila chrysaetos) e dal muflone (Ovis musimon), che trovano tra queste montagne il loro habitat naturale.

## Escursionismo
La vetta è raggiungibile percorrendo alcuni sentieri escursionistici, curati dall'Ente foreste della Sardegna. Lungo il tragitto si trovano diversi punti panoramici ed aree attrezzate per la sosta. I percorsi attraverso i quali è possibile raggiungere la cima sono:
- Gennargentu T-721 - Percorrendo questo sentiero è possibile giungere fino alla Punta La Marmora, seguendo il Sentiero Italia con il quale si interseca. Lungo il sentiero si trovano delle aree di sosta e dei punti di ristoro, nonché un rifugio montano. La lunghezza del percorso è di 5,3 km per un dislivello di 149 metri, percorribili mediamente in un'ora e mezza[9];
- Girgini - Rifugio La Marmora T-722 - Il sentiero conduce ai ruderi del Rifugio Lamarmora. Lungo il percorso sono sistemate alcune aree di sosta. Il tragitto è lungo 8,2 km su un dislivello di 644 metri. Il tempo di percorrenza è stimato in due ore e cinquanta minuti[10].